# Arquata Scrivia
Arquata Scrivia es una localidad y comune italiana de la provincia de Alessandria, región de Piamonte, con 6.127 habitantes.

## Evolución demográfica
| Gráfica de evolución demográfica de Arquata Scrivia entre 1861 y 2001 |
|                                                                       |
| Fuente ISTAT - elaboración gráfica de Wikipedia                       |